# Trials and Tribble-ations
"Trials and Tribble-ations" és el sisè episodi de la cinquena temporada de la sèrie de televisió de ciència-ficció estatunidenca Star Trek: Deep Space Nine, el 104è de tota la sèrie. Originalment es van emetre en redifusió a partir del 4 de novembre de 1996. L'episodi va ser dirigit per Jonathan West. Va ser escrit com a homenatge a la  sèrie original de Star Trek, l'any del 30è aniversari d'aquesta sèrie; la sèrie germana Voyager també va produir un episodi d'homenatge, "Salt enrere".
Ambientada al segle XXIV, la sèrie segueix les aventures a Espai Profund 9, una estació espacial situada prop d'un forat de cuc estable entre els Quadrants Alfa i Gamma de la Via Làctia, prop del planeta Bajor, mentre els bajorans es recuperen d'una brutal ocupació de dècades pels imperialistes cardassians. El Quadrant Gamma acull un imperi hostil conegut com el Domini, governat pels Fundadors que canvien de forma. A les temporades mitjanes de la sèrie, la Federació està amenaçada tant per l'Imperi Klíngon com pel Domini. En aquest episodi, el capità Benjamin Sisko (Avery Brooks) i la tripulació a bord de l'USS Defiant són transportats en el temps als esdeveniments de l'episodi de la Sèrie Original "El problema dels tribbles", i han de treballar per evitar l'assassinat del capità James T. Kirk (William Shatner) de l'USS Enterprise per un klíngon utilitzant un tribble amb trampa explosiva.
La idea de l'episodi va ser suggerida per René Echevarria, i Ronald D. Moore va suggerir l'enllaç amb "El problema amb els Tribbles". Els dos van ser acreditats pel seu treball a la serie televisiva, i el crèdit de la història va ser per a Ira Steven Behr, Hans Beimler i Robert Hewitt Wolfe. L'episodi presenta els actors de "Deep Space Nine" inserits digitalment en imatges de la "Sèrie Original". L'actor Charlie Brill, que va interpretar el paper d'Arne Darvin a "El problema dels tribbles", va tornar per repetir el paper com un Darvin més gran.
"Trials and Tribble-ations" va ser rebut calorosament per la crítica, amb elogis dirigits a la nostàlgia i el nivell de detall que es veien a la pantalla. Va ser l'episodi més vist de la cinquena temporada. "Trials and Tribble-ations" va ser nominat en tres categories de Premis Primetime Emmy i per al Premi Hugo a la Millor Presentació Dramàtica, però no va guanyar cap premi. Inicialment es va publicar en VHS juntament amb "El problema dels tribbles", i més tard com a part del calendari de llançaments normal. Posteriorment es va publicar com a part del conjunt de DVD de la cinquena temporada.

## Argument
Agents del Departament d'Investigacions Temporals (DTI) arriben a "Deep Space Nine" per interrogar Sisko sobre un incident relacionat amb el "Defiant". La nau va ser enviada a Cardàssia per recuperar l'Orbe del Temps sagrat bajorà, robat durant l'ocupació. De camí de tornada a Bajor, la nau agafa un passatger, un comerciant humà anomenat Barry Waddle. De sobte, la nau es troba més de cent anys en el passat i aproximadament a 200 anys llum de la seva ubicació anterior, a prop de l'"Estació Espacial Profund K7" i l'USS "Enterprise". Descobreixen que l'autoestopista és en realitat Arne Darvin, un exagent klíngon disfressat d'humà que va ser capturat pel capità Kirk a la "K7" després d'enverinar un enviament de gra.
Tement que Darvin utilitzés l'Orbe del Temps per alterar el passat per evitar la seva captura, la tripulació es vesteix amb uniformes d'època i investiga l'"Enterprise" i la "K7". La nau i l'estació estan infestades de tribbles, petites criatures peludes que es reprodueixen ràpidament. Intenten interactuar amb la història el mínim possible mentre busquen Darvin, però el Dr. Bashir, el Cap O'Brien, Worf i Odo s'involucren en una baralla de bar entre la tripulació de l'"Enterprise" i diversos klíngons de permís a terra. Durant la baralla, Worf i Odo detecten Darvin i el porten de tornada a la "Defiant". Allà, Darvin s'alegra d'haver col·locat una bomba en un tribble per matar Kirk.
El capità Sisko i la tinent comandant Dax s'infiltren al pont de l'"Enterprise" per escanejar la bomba i confirmar que no és a l'"Enterprise". La ràpida proliferació dels tribbles fa que la cerca de la bomba al "K7" sigui poc pràctica, de manera que segueixen Kirk. El senten parlar de la infestació de tribbles i dedueixen que la bomba és als compartiments d'emmagatzematge de gra. Entren als compartiments i escanegen els tribbles, molts dels quals són morts per haver menjat el gra enverinat. El capità Kirk obre el compartiment i es veu cobert de tribbles que cauen. Dax i Sisko troben la bomba entre els tribbles que encara hi ha al compartiment i la transporta del «Defiant» a l'espai, on explota. La tripulació del «Defiant» utilitza l'orbe bajorà per tornar al seu temps.
Els agents del DTI, expressant optimisme que les accions de la tripulació no han alterat seriosament la història, deixen marxar Sisko només amb un avís. Un cop marxen, Odo convoca Sisko al passeig del «DS9», que està cobert de tribbles.

## Actors convidats
- Jack Blessing - Dulmur
- James W. Jansen - Lucsly
- Charlie Brill - Arne Darvin
- Leslie Ackerman - Cambrera
- Charles S. Chun - Enginyer
- Morry Brookler - Oficial cap de seguretat
- Deirdre L. Imershein - Tinent Watley

## Producció

### Premissa i guió
A mesura que s'acostava el 30è aniversari de Star Trek es feien plans. La pel·lícula Star Trek: First Contact estava entrant en producció, es va planejar un especial de televisió per celebrar la franquícia i l'actor de la Sèrie original George Takei havia estat escollit per aparèixer a l'episodi Star Trek: Voyager "Salt enrere". El productor Ira Steven Behr va recordar més tard que pensava que Deep Space Nine potser no s'hi inclouria, ja que el considerava el "fill del mig" de la franquícia. Rick Berman va contactar amb Behr i li va preguntar si estaria interessat a fer alguna cosa per celebrar l'aniversari. Behr va acceptar discutir-ho amb els guionistes. Inicialment, hi havia la preocupació que si l'episodi proposat s'emetia durant la setmana real de l'aniversari (al voltant del 8 de setembre), que hauria de servir com a inici de temporada, anticipant-se a l'inici ja previst.
Els guionistes van discutir possibles idees. Ronald D. Moore havia recuperat anteriorment el personatge de la "Sèrie Original" Montgomery Scott per a l'episodi "Relíquies (Star Trek: La nova generació)" de Star Trek: La nova generació, i com que Takei apareixia a Voyager, van decidir que el retorn d'un membre del repartiment principal de La Sèrie Original seria repetitiu. Moore va considerar enviar la tripulació del "DS9" a revisitar els iotians, tal com es veu al planeta de temàtica gàngster visitat per Kirk a l'episodi "Un tros del pastís". La idea era que els iotians haguessin passat d'imitar gàngsters a convertir-se en grans fans del capità Kirk i la Flota Estel·lar. Es va concebre com una manera d'honorar la dedicació de la comunitat de fans. René Echevarria va suggerir un episodi de viatge en el temps, que es va considerar una proposta cara. Echevarria va pressionar per la idea. Moore va suggerir inserir l'equip de "DS9" a "El problema dels tribbles", dient que podria resoldre la qüestió de per què un flux constant de tribbles colpejava Kirk al cap.
Quan es va parlar d'inserir l'equip de "DS9" a l'escena de la baralla al bar, a Berman li va agradar la idea, però no estava segur si realment es podia fer. El supervisor d'efectes visuals Gary Hutzel va crear metratge de prova i el va projectar per a Behr i Moore, que pensaven que simplement eren metratge de l'episodi original. Un cop Hutzel va revelar que un agent de seguretat addicional (interpretat per l'operador de càmera d'efectes visuals Jim Rider) s'havia afegit perfectament a la seqüència, l'episodi va rebre llum verda. Durant el procés de guió, es consultava regularment "El problema dels tribbles", de manera que els guionistes podien decidir on inserir personatges. Els noms dels agents temporals Dulmur i Lucsly van ser anagramats de Mulder i Scully, personatges de The X-Files.
El creador original de "Tribbles", David Gerrold, va ser contactat per The New York Times, que volia entrevistar-lo sobre l'aniversari i el rumorejat episodi de "tribbles". Quan va preguntar a Berman sobre l'episodi, Berman inicialment ho va negar. Gerrold va respondre que no volia incomodar ningú, però que li agradaria poder donar suport al projecte. Berman va preguntar quant costaria l'aval, a la qual cosa Gerrold va sol·licitar el reconeixement públic del seu treball i que fos escollit com a extra a l'episodi. Berman hi va estar d'acord. Gerrold va comparar la inserció de noves imatges en un episodi existent amb Retorn al futur II (1989) i més tard va dir que hauria anat en una direcció diferent si hagués escrit la història. Nogensmenys, va dir que el producte final acabaria sent millor que qualsevol cosa que ell hauria creat.

### Direcció, cinematografia i música

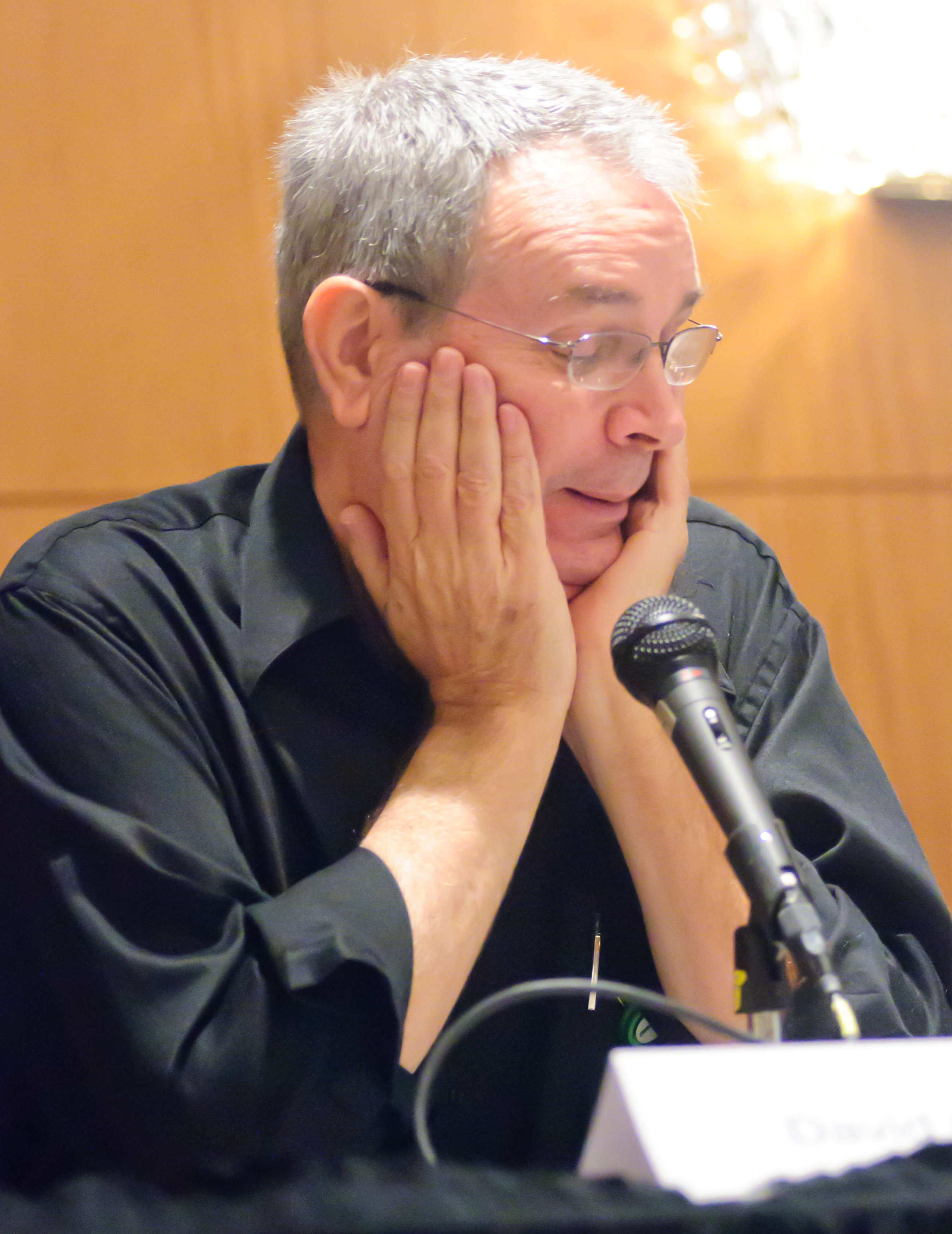
El guionista original de Tribbles, David Gerrold, va ajudar a assegurar-se que els dos episodis coincidissin

Jonathan West va ser contractat per dirigir l'episodi després que altres possibles directors fossin rebutjats. West havia estat anteriorment el director de fotografia de l'equip tant de Deep Space Nine com de La nova generació, a més de dirigir diversos episodis de la franquícia. Va tenir nou dies de preparació abans de començar el rodatge. Va intentar igualar els valors de producció que a «La sèrie original», però va descobrir que l'estil d'il·luminació i la saturació del color de la pel·lícula havien canviat en els anys transcorreguts. El supervisor d'efectes visuals Dan Curry va dirigir algunes de les seqüències de la segona unitat i, juntament amb West i el director de fotografia Kris Krossgrove, va treballar per rectificar aquests problemes. Això es va aconseguir canviant a un gra més fi de pel·lícula, utilitzant diferents lents, així com filmant des d'angles específics. Amb Gerrold al plató com a extra, West el va utilitzar com a assessor no oficial per fer coincidir les escenes de "El problema dels tribbles".
La inserció digital real d'actors es va dur a terme de la mateixa manera que es va veure a la pel·lícula de 1994 Forrest Gump. El metratge original va ser remasteritzat i es va considerar una millora tan gran que va inspirar la posterior neteja i reedició de tots els episodis de la "Sèrie Original". Aquesta remasterització va ser realitzada per Hutzel i és la primera transferència des del 1983, quan es va crear una versió per a la publicació en VHS i laserdisc. Hutzel va identificar 19 escenes de "El problema dels tribbles" que coincidien a "Trials and Tribble-ations". La coincidència d'escenes entre el metratge nou i l'antic va trigar nou setmanes a completar-se amb un pressupost de 3 milions de dòlars. Va incloure travellings bidimensionals i tridimensionals, així com la inserció de plans mattes i l'ús de pantalles blaves i verdes per als actors. L'escena on Sisko es troba amb Kirk al pont cap al final de l'episodi va ser extreta de l'episodi "Mirall, mirall".
A causa en part dels efectes especials, el vestuari, les reconstruccions del decorat i els pagaments residuals al repartiment de "La sèrie original", Behr va descriure més tard "Trials and Tribble-ations" com "probablement l'hora de televisió episòdica més cara mai produïda". L'únic membre del repartiment de "La sèrie original" amb qui van parlar directament els productors va ser Leonard Nimoy, que estava entusiasmat amb la idea i es va sorprendre que els hagués costat tant de temps aconseguir-la. El departament legal de Paramount va contactar amb la resta de membres del repartiment. Dennis McCarthy volia reelaborar la banda sonora de Jerry Fielding utilitzada anteriorment a "El problema amb els tribbles". Va dir que tenia la intenció d'utilitzar l'equip de producció i l'orquestra disponibles per portar la banda sonora a la mateixa escala vista anteriorment a Deep Space Nine. Tanmateix, els productors volien una nova banda sonora i, per tant, McCarthy va explicar que la va compondre amb una mentalitat inspirada en Fielding. L'única peça que va ser regravada directament per McCarthy és el "Tema de Star Trek" d’Alexander Courage , que va involucrar una orquestra de 45 músics.

### Disseny i maquillatge
El director d'art Randy McIlvain va dirigir la recreació del decorat per a lEnterprise i el K7, descrivint l'emoció de treballar en l'episodi com a "contagiosa". McIlvain va dedicar força temps a corregir els angles de les finestres als decorats. Mike Okuda va recrear els gràfics que es veien als decorats d'"Enterprise" amb un ordinador, mentre que d'altres van ser redissenyats per l'artista Doug Drexler. Alguns decorats no es van recrear completament, com ara el pont, parts del qual es van afegir posteriorment digitalment. La cadira del capità de la recreació del pont va ser més tard un dels articles de «Star Trek» que van ser subhastats per Christie's. L'escenògrafa Laura Richarz va veure "El problema dels tribbles" amb atenció buscant petits detalls per replicar als nous decorats, com ara les potes dels bancs del bar del K7. Tanmateix, va dir que el seu repte més gran va ser localitzar les cadires vistes a l'estació espacial. Va contactar amb John M. Dwyer, que havia treballat a l'episodi original. Ell li va explicar que l'empresa que havia creat les cadires originals havia fet fallida. Després de buscar botigues que venien mobles retro, l'equip de producció va trobar una sola cadira que coincidia amb les que es veien a l'episodi original. La van comprar i es va fer un motlle per crear més cadires. Els actors van quedar impressionats quan van veure els decorats resultants, i Terry Farrell va exclamar "Caram, som a l'"Enterprise"!"
Greg Jein ja havia estat treballant en un nou model de l'USS "Excelsior" per a l'episodi "Salt enrere" de la "Voyager" quan va veure les proves de "Trials and Tribble-ations". Va prometre fer també un nou model de l'"Enterprise", però va advertir que no sabia quan tindria temps de fer-ho. Va començar a treballar-hi immediatament, i juntament amb els seus col·legues no només va construir un model d’1,7 metres de l'"Enterprise", sinó que també va crear un nou model de l'"Estació Espacial Profund K7" i el creuer Klíngon. El model de l'"Enterprise" és el primer que s'ha construït de la nau estel·lar original de Star Trek en més de 30 anys. També es van recrear altres accessoris, amb uns 1.400 tribbles creats per a les diverses escenes. Van ser comprats a Lincoln Enterprises, una empresa creada per Majel Barrett, vídua del creador de Star Trek Gene Roddenberry. La resta d'accessoris específics de l'època van ser de nova creació i van ser fets per Steve Horsch.
"No ho discutim amb gent de fora" 
El dissenyador de vestuari Robert Blackman estava preocupat per la recreació dels uniformes klíngon que es veuen a "La sèrie original", ja que pensava que el material metàl·lic utilitzat seria gairebé impossible de crear amb precisió. Posteriorment, es va sentir alleujat d'haver trobat quatre disfresses originals i una camisa addicional als arxius de disfresses, i els va qualificar de "regal de Déu". El seu equip va crear patrons d'altres disfresses per refer-les. El supervisor de maquillatge Michael Westmore havia treballat anteriorment en una sèrie de televisió durant la dècada del 1960 i recordava quin tipus de maquillatge hi havia disponible en aquell moment. Va fer que l'equip es restringís a les tècniques d'aquella època per assegurar-se que l'equip de «DS9» s'integrés correctament a les escenes. Els pentinats de l'equip havien de recordar «La sèrie original», amb Alexander Siddig lluint un estil vist anteriorment a James Doohan. René Auberjonois va dir que el nou pentinat de Siddig li recordava a Jerry Lee Lewis.

### Rodatge i càsting

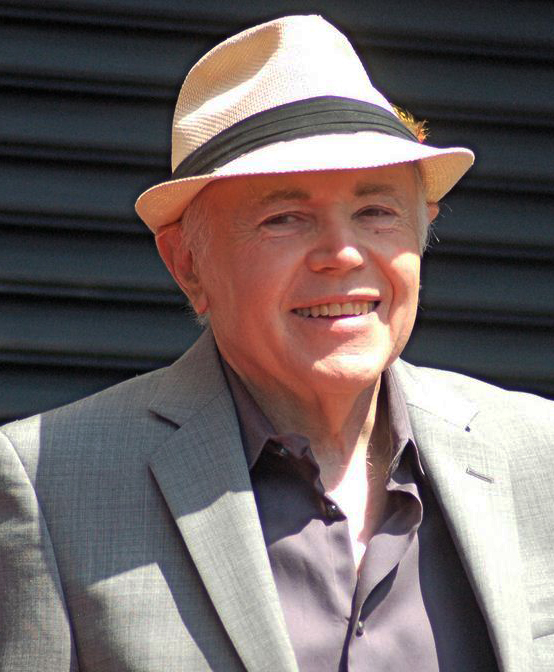
Walter Koenig va mostrar als actors de DS9 com utilitzar els panells de control de l'era TOS

El repartiment i l'equip van estar entusiasmats al plató, i l'editor Steve Tucker ho va qualificar de "festa vertiginosa". Behr va dir del repartiment i l'equip a l'episodi: "Tots s'ho estaven passant bé. Només seure en aquells sets, estar en aquell pont, va ser divertit, molt divertit". Deirdre L. Imershein va ser contractada a l'últim moment per interpretar la tinent Watley, ja que era amiga d'un membre de l'equip de producció i havia aparegut anteriorment com a noia de plaer de Risan a l'episodi "Les vacances del capità" de "La nova generació". La van contractar perquè cap de les actrius que els productors havien vist durant el procés de càsting podia dir la frase del paper ("Coberta 15") de manera prou convincent. La seva participació va portar a l'expansió del paper a una segona escena on es va revelar que possiblement era la besàvia de Bashir.
Charlie Brill va tornar a filmar noves escenes com a agent klíngon Arne Darvin, mentre que al guionista de la sèrie original Gerrold se li va permetre aparèixer com a extra en dues escenes com a tripulant de l'"Enterprise". En una d'aquestes escenes, portava un tribble original d’ "El problema dels tribbles". Walter Koenig va ensenyar als actors de "DS9" com es feien funcionar les consoles de l'"Enterprise". Koenig va comentar més tard que li van pagar vuit vegades més per això i el pagament residual que per l'episodi original. Una sèrie d'altres visitants van venir al plató durant el rodatge, incloent-hi Majel Barrett i l'exproductor de La nova generació (i coproductor de TOS) Bob Justman.

## Recepció
Abans que s'emetés l'episodi, es va emetre un especial de mitja hora al Sci Fi Channel sobre la realització de "Trials and Tribble-ations" el 2 de novembre de 1996. Paramount també va promocionar l'episodi organitzant la col·locació d'uns 250.000 tribbles en metro i autobusos de tot els Estats Units. Va rebre una qualificació Nielsen del 7,7%, cosa que el va situar en sisè lloc de la franja horària. És l'episodi més vist de la cinquena temporada durant la seva emissió inicial. L'última vegada que la sèrie va rebre valoracions similars va ser gairebé un any abans amb "Little Green Men" de la quarta temporada.
Dos crítics van veure l'episodi per a Tor.com el 2010. Torie Atkinson va descriure "Trials and Tribble-ations" com un "episodi perfecte" i "un dels millors episodis de Star Trek mai fets, en qualsevol sèrie". Va elogiar l'humor i les referències, i va trobar Dax com un substitut per als fans de La sèrie original. Va donar a l'episodi una puntuació de sis sobre sis. Eugene Myers no es va decebre després de l'enrenou que va generar l'episodi, dient que estava "imbuït de nostàlgia". Va pensar que la trama de la bomba en un tribble era enginyosa i va permetre que l'episodi deixés de banda el simple fet de ser bo gràcies a l'èxit d’ "El problema amb els tribbles". La seva escena preferida era el flux constant de tribbles que colpejaven Kirk al cap perquè Sisko i Dax els llençaven fora del compartiment de gra mentre buscaven la bomba. També va donar a l'episodi una puntuació de sis sobre sis. Keith DeCandido va fer una crítica de l'episodi per a Tor.com el 2014; també va donar a l'episodi una crítica favorable, amb una puntuació de deu sobre deu.
A la seva crítica de The A.V. Club, Zack Handlen va qualificar l'episodi de "delícia" i "broma". Va pensar que fer que Brill filmés noves escenes mostrava una certa continuïtat entre el que era antic i el que era nou, i que els efectes especials funcionaven prou bé. Ho va resumir dient: "No té una trama ben definida, i un cop s'esvaeix l'onada inicial de nostàlgia, no hi ha gaire profunditat ni suspens que la substitueixi. Però hi ha rialles, més que suficients per justificar l'experiment, i la nostàlgia mai s'esvaeix del tot". Al llibre Deep Space and Sacred Time: Star Trek in the American Mythos, Jon Wagner i Jan Lundeen van comparar els agents temporals que es veuen a "Trials and Tribble-ations" amb els detectius de policia que es veuen a la sèrie de televisió Dragnet. Gem Wheeler, a la seva llista dels millors episodis de Deep Space Nine per al lloc web Den of Geek, va classificar "Trials and Tribble-ations" com el sisè millor. En una llista dels 100 millors episodis de la franquícia Star Trek, "Trials and Tribble-ations" va ser col·locat en el lloc 32 per Charlie Jane Anders a io9.
"Trials and Tribble-ations" va ser nominada, però no va guanyar, tres Premis Creative Arts Emmy en la categoria de Millor Direcció Artística d'una Sèrie, Millor Perruqueria d'una Sèrie i Efectes Visuals Especials Destacats. També va ser nominada al Premi Hugo a la millor presentació dramàtica, com ho va estar "El problema dels tribbles" el 1968.
"Trials and Tribble-ations" va ser el guanyador d'una enquesta del 2012 realitzada al lloc web oficial de Star Trek per determinar el millor episodi de Deep Space Nine. Una guia de marató de sèries del 2015 de Star Trek: Deep Space Nine de Wired recomanava aquest episodi com a essencial.El 2016, The Hollywood Reporter va classificar aquest episodi com el 17è millor de Star Trek: Deep Space Nine. SyFy va classificar "Trials and Tribble-ations" com la tercera millor trama de viatges en el temps de Star Trek el 2016. Empire va classificar "Trials and Tribble-ations" en el lloc 18 dels 50 millors episodis de tots els Star Trek del 2016. En aquell moment, hi havia aproximadament 726 episodis i una dotzena de pel·lícules estrenades.
El 2017, SyFy va classificar aquest episodi com un dels millors de Star Trek: Deep Space Nine. El 2018, SyFy va incloure aquest episodi a la seva guia de marató de sèries de Jadzia Dax. El 2018, Vulture va classificar aquest episodi com el quart millor de Star Trek: Deep Space Nine. El 2018, CBR va classificar aquest episodi com el tercer millor episodi de viatges en el temps de tots els Star Trek. El 2019, CBR va classificar aquest episodi com el cinquè millor episodi de Star Trek: Deep Space Nine. El 2019, Nerdist va classificar aquest episodi com el tercer millor episodi de viatges en el temps de tota la televisió de Star Trek. El 2020, Screen Rant va classificar aquest episodi com el segon millor episodi de tots els episodis de televisió de la franquícia Star Trek.

## Llançament en mitjans domèstics
La novel·lització de "Trials and Tribble-ations" va ser escrita per Diane Carey i publicada per Pocket Books. El 1998, es va publicar un "Talking Tribble Gift Set" que contenia "El problema dels tribbles" i "Trials and "Tribble-ations" en VHS. "Trials and Tribble-ations" es va publicar per primera vegada en la tirada normal d'edicions VHS com a part d'un casset de dos episodis juntament amb "The Assignment" al Regne Unit l'1 d'octubre de 1999. El 10 de juliol de 2001 es va estrenar un sol episodi als Estats Units i al Canadà. Es va publicar en DVD com a part de la cinquena temporada el 7 d'octubre de 2003.
El conjunt de DVD remasteritzat de la temporada 2 de La sèrie original inclou "Trials and Tribble-ations", característiques especials per a l'episodi "El problema dels tribbles" i "More Tribbles, More Troubles" de Star Trek: La sèrie animada.